# Georg Ernst Stahl der Jüngere
Georg Ernst Stahl (* 6. Mai 1713 in Halle (Saale), Herzogtum Magdeburg; † 8. November 1772 in Berlin, Königreich Preußen) war ein deutscher Mediziner und Hofrat in Berlin.

## Leben
Georg Ernst Stahls Vater, Georg Ernst Stahl d. Ä., war ein bedeutender Mediziner und Chemiker in Halle, die Mutter Regina Elisabeth eine Tochter des dortigen Stadtarztes Christoph Wesener.
Georg Ernst Stahl studierte ab 1730 am Collegium medico-chirurgicum in Berlin. Er wurde Doktor der Medizin und Hofrat. 1744 erhielt er die Apotheke am Molkenmarkt aus dem Erbe seines Schwiegervaters.
Georg Ernst Stahl hatte Kontakte zu bedeutenden Persönlichkeiten seiner Zeit. Johann Sebastian Bach wohnte bei ihm im Sommer 1741 während seines Berlin-Aufenthaltes. Dessen Söhne Wilhelm Friedemann Bach und Carl Philipp Emanuel Bach widmeten ihm Kompositionen mit Dankbarkeitsbezeugungen. Stahl war Taufpate bei einer Tochter von Carl Philipp Emanuel, seine Frau bei dessen ältestem Sohn.
Stahl unterstützte auch die Dichterin Anna Louise Karsch und deren Tochter Caroline Louise von Klencke mit erheblichen Geldbeträgen.
Er hatte außerdem Beziehungen zu dem Schriftsteller Johann Wilhelm Ludwig Gleim und dessen Umfeld.

## Familie
Georg Ernst Stahl war ab 1741 mit Johanna Elisabeth, einer Tochter des Apothekers Johann Christoph Schrader, verheiratet. Sie hatten neun Kinder.